# استیون آرمسترانگ
استیون آرمسترانگ (انگلیسی: Stephen Armstrong؛ زادهٔ ۲۳ ژوئیهٔ ۱۹۷۶) بازیکن فوتبال اهل آفریقای جنوبی است.
از باشگاه‌هایی که در آن بازی کرده‌است می‌توان به vastra frolunda، باشگاه فوتبال دی‌سی یونایتد، کلمبوس کرو، باشگاه فوتبال واتفورد، و باشگاه فوتبال اسپورتینگ کانزاس‌سیتی اشاره کرد.